# Rejane de Almeida
Rejane de Almeida (Rio de Janeiro, 24 de agosto de 1963), mais conhecida como Enfermeira Rejane, é uma política brasileira, filiada ao Partido Comunista do Brasil (PCdoB). Foi deputada estadual pelo Rio de Janeiro por três mandatos.
Foi eleita deputada estadual pela primeira vez em 2010, pelo PCdoB, com o apoio da categoria de enfermagem. 
Em abril de 2015, em votação polêmica, foi uma dos parlamentares a votar a favor da nomeação de Domingos Brazão para o Tribunal de Contas do Estado do Rio de Janeiro, nomeação esta muito criticada na época.
Dentro da Casa legislativa, presidiu pela terceira vez a Comissão de Defesa dos Direitos da Mulher, sendo também vice-presidente da Comissão de Saúde no biênio 2021-2022. Integrou também a Comissão especial de Enfrentamento à Miséria da ALERJ e a vice-presidência da Comissão de Transportes.
Nas eleições de 2022 foi candidata a deputada federal, recebendo 38 mil votos. Como primeira suplente da Federação Brasil da Esperança, Rejane assumiu a vaga na Câmara dos Deputados em janeiro de 2025, herdando o mandato de Washington Quaquá, eleito prefeito de Maricá nas eleições de 2024.